# Yukarıalican, Karakoyunlu
Yukarıalican là một xã thuộc huyện Karakoyunlu, tỉnh Iğdır, Thổ Nhĩ Kỳ. Dân số thời điểm năm 2011 là 556 người.